# 约翰·西蒙·古根海姆纪念基金会
约翰·西蒙·古根海姆纪念基金会（英語：John Simon Guggenheim Memorial Foundation）是由奥尔加·古根海姆（Olga Guggenheim）和西蒙·古根海姆（Simon Guggenheim）夫妇在1925年建立的基金会，以纪念二人在1922年4月26日去世的儿子约翰·西蒙·古根海姆（John Simon Guggenheim）。基金会每年颁发古根海姆獎，以鼓励自然科学、社会科学、人文科学等领域的重要贡献。